# Cumhuriyet

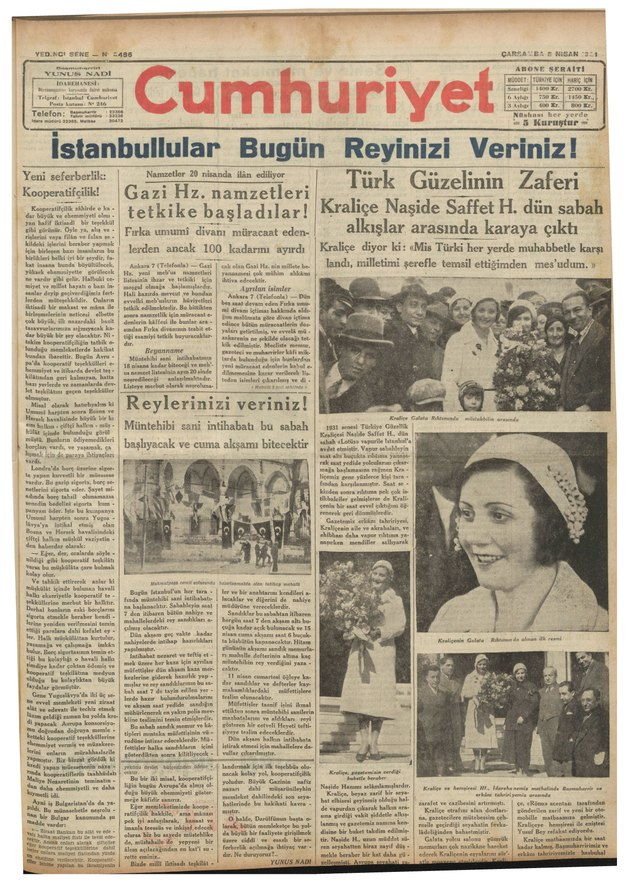
Édition de 1931

Pour les articles homonymes, voir Cumhuriyet (homonymie).
Cumhuriyet (prononcé [ d͡ʒum.hu.ɾi.'jɛt], litt. La République) est un quotidien turc fondé le 7 mai 1924 par Yunus Nadi Abalıoğlu. De tendance kémaliste de centre-gauche, il est considéré comme un des journaux de référence en Turquie. Ce journal a reçu un Right Livelihood Award (Prix Nobel alternatif) en 2016,.

## Ligne éditoriale
Le ton est sérieux - mise en page sobre, peu de couleur, page sport réduite et page potins quasi inexistante. Assez proche du Parti républicain du peuple (de centre-gauche), le journal est très critique vis-à-vis du gouvernement de Recep Tayyip Erdoğan et défend les droits sociaux et l’héritage laïque d’Atatürk. Il a notamment publié en 2004 un discours de Jacques Chirac sur la laïcité pendant cinq numéros de suite.
Cumhuriyet est également connu pour son usage de l’öztürkçe, un turc donnant une large place aux néologismes fondés sur des racines turques.
Le 7 septembre 2018, le renouvellement du conseil d'administration de la fondation propriétaire du journal provoque le départ en quelques jours d'une trentaine de journalistes. Selon L'Orient-Le Jour : « L'équipe libérale, pro-européenne et prokurde qui tenait la barre depuis 2013 a été balayée par une frange plus nationaliste et intransigeante sur l'héritage laïque du fondateur de la République Mustafa Kemal Atatürk ».

## Attaques terroristes

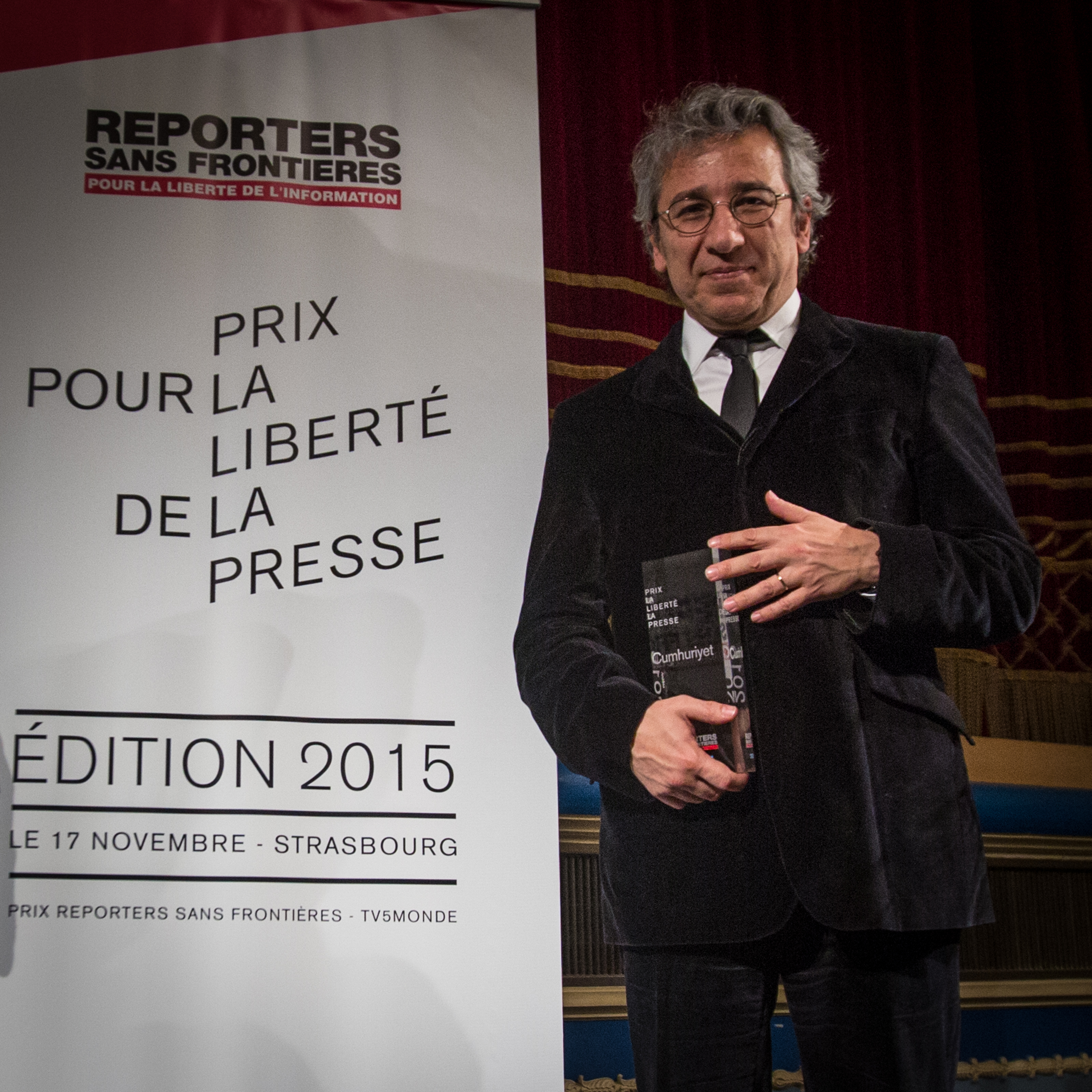
Can Dündar, rédacteur en chef de Cumhuriyet, reçoit le prix Reporters sans frontières à Strasbourg, le 17 novembre 2015.

Dans les années 1990, des journalistes de ce journal ont subi des menaces et des attaques de fondamentalistes islamiques, notamment, dès le 6 octobre 1990, l'universitaire, député et chroniqueuse Bahriye Üçok, tuée par un colis piégé.

## Publication

### Soutien à Charlie Hebdo
Le premier numéro de Charlie Hebdo composé par les rédacteurs et dessinateurs survivants de l'attentat du 7 janvier 2015 est diffusé pour la Turquie par Cumhuriyet. Il s'agit de la seule proposition, avec celle du quotidien italien il Fatto Quotidiano, acceptée par l'équipe de Charlie Hebdo qui a souhaité assurer elle-même la diffusion du journal dans les autres pays.

### Conflit syrien
Le 29 mai 2015 le journal rend public des documents prouvant une implication des services de renseignement turcs dans la livraison d'armes vers la Syrie, impliquant un soutien actif de l'Etat turc à des groupes rebelles syriens, dont des groupes djihadistes,,,.

## Répression
Le 31 octobre 2016 dans le contexte de répression suivant la tentative de coup d'État de juillet 2016, le rédacteur en chef Murat Sabuncu et son représentant à Ankara Güray Öz ainsi que 16 journalistes et caricaturistes sont arrêtés et mis en garde à vue. Survenant après la fermeture de quinze quotidiens, magazines et agences de presse, basés pour la plupart dans le Sud-Est à majorité kurde, ces arrestations sont interprétées comme une volonté du pouvoir turc de faire taire le « dernier grand quotidien d'opposition du pays ». Ils risquent entre 7 et 43 ans de prison.
Le président du directoire du journal, Akın Atalay, est arrêté le 11 novembre 2016 à son retour d'Allemagne pour de supposées « activités terroristes ». Le rédacteur en chef de l'édition en ligne est arrêté le 12 mai 2017 en raison d'un article sur la mort d'un procureur chargé des poursuites contre des suspects détenus depuis le putsch manqué de juillet 2016.
Le soir du 25 avril 2018, les jugements sont rendus. 13 collaborateurs de Cumhuriyet, qui comparaissaient libres, ont été condamnés à diverses peines de prison, allant de deux à huit années de détention. Parmi eux, figurent le rédacteur en chef du journal Murat Sabuncu et le journaliste d’investigation Ahmet Sik, qui se sont vu infliger une peine de sept ans et demi de prison. Le patron du journal, Akin Atalay, qui comparaissait en détention préventive, a quant à lui été condamné à plus de huit ans de prison. Trois journalistes ont en revanche été acquittés. Les journalistes condamnés ne seront pas écroués en attendant la procédure d’appel, ayant déjà bénéficié au cours du procès d’une mesure de remise en liberté conditionnelle. Le site internet de Cumhuriyet titre « Vous aurez honte devant l’Histoire » après l'annonce des peines. Mais, les journalistes ayant annoncé leur intention de faire appel, ils sont laissés en liberté provisoire en attendant le procès en appel, y compris Akin Atalay qui est libéré à cette occasion.